# Ælii
Légende :
♦Patricien, ♦Plébéien, ♦Consulaire, ♦Sénatorial, ♦Équestre
Gens et Liste des gentes romaines
Les Ælii (singulier: Ælius) sont les membres d'une ancienne famille romaine, la gens Ælia, parmi lesquels plusieurs empereurs dont Hadrien.
Les principales branches de la gens Ælia portent les cognomina Catus, Gallus, Gracilis, Lamia, Ligus, Paetus, Staienus, Stilo et Tubero.

## Membres sous la République

### Branche desÆlii Paeti
- Publius Aelius Paetus, (v.-380 - ap.-300), consul en -337;
  - Caius Aelius Paetus, (v.-335 - ap.-286), consul en -286;
    - ? Publius Aelius Paetus, (v.-300 - ?);
      - Quintus Aelius Paetus, (v.-275 - -216), candidat au consulat en -216;
        - Publius Aelius Paetus, (v.-245 - -174), consul en -201, censeur en -199;
          - Quintus Aelius Paetus, (v.-210 - ap.-167), consul en -167;

        - Sextus Aelius Paetus Catus, (v.-240 - ap.-194), consul en -198, censeur en -194;

  - ? Lucius Aelius Paetus, (v.-330 - ap.-296), édile plébéien en -296.

### Aelii Tubero
- (Aelius Tubero), (v.-260 - ?)
  - Publius Aelius Tubero, (v.-235 - ap.-177), préteur en -201, préteur urbain en -177;
    - ? Quintus Aelius Tubero, (v.-210 - ap.-168), tribun de la plèbe en -177
      - Quintus Aelius Tubero, (v.-163 - ap.-129), tribun de la plèbe en -130;
        - ? (Aelius Tubero), (v.-130 - ?)
          - ? Lucius Aelius Tubero, (v.-105 - ap.-48), légat en Asie en -60;
            - Quintus Aelius Tubero, (-76 - ap.-31), juriste;
              - Quintus Aelius Tubero, (v.-50 - ap.-11), consul en -11;
                - ? Lucius Seius Tubero, (v.-20 - ap.18), consul suffect en 18;

              - Sextus Aelius Catus, (v.-40 - ap.9), consul en 4;
                - Aelia Catella, (v.-21 - ap.59)
                - Aelia Paetina, (v.-5 - ap.48), épouse de Claude;

              - Aelia, épouse de Lucius Cassius Longinus;

  - Quintus Aelius Tubero, (v.-230 - ap.-193), triumvir en -194.

### Aelii Galli
- Caius Aelius Gallus, (v.-90 - ?), juriste, chevalier romain;
  - ? Lucius Aelius Gallus, (v.-60 - ap.-16), préfet d'Egypte en -27;
    - Lucius Aelius Seianus, (v.-20 - 31), préfet du prétoire de 14 à 30, consul en 31, fils adoptif du précédent;

### Aelii Lamia
Les Aelii Lamia sont originaires de Formiae, ils sont inscrits dans la tribu Aemilia.
- Lucius Aelius Lamia (v.-115 - ?), avocat, ami de Cicéron;
  - Lucius Aelius Lamia, (v.-90 - ap.-42), ami de Cicéron, édile en -45, préteur en -42[a 1];
    - Lucius Aelius Lamia, (v.-60 - -20), légat propréteur d'Hispanie Citérieure;
      - Lucius Aelius Lamia, (v.-30 - 33), consul en 3, préfet de Rome;
        - (Aelia), (v.-5 - ?), épouse de Marcus Plautius Silvanus;
        - (Lucius Aelius Lamia), (v.-5 - ?)
          - (Lucius) Aelius (Lamia), (v.30 - ap.54), frère Arvale en 54;

    - Quintus Aelius Lamia, (v.-50 - ?), triumvir monetaire vers -20

### Autres branches
- Publius Ælius, questeur en 409 av. J.-C.[a 2]
- Caius Ælius, tribun de la plèbe en 285 av. J.-C.
- Publius Aelius Ligus, consul en 172 av. J.-C.
- Lucius Ælius Stilo Praeconinus, dit « Élius Stilon », philologue latin

## Sous le Principat

### Aelii Hadriani
Les Aelii Hadriani sont originaires d'Italica, ils sont inscrits dans la tribu Sergia.
- Aelius Marullinus, (v. -70 - ?), sénateur romain;
  - (Aelius), (v. -45 - ?)
    - (Aelius), (v.-15 - ?);
      - (Aelius Afer), (v.15 - ?);
        - ? (Aelia Hadriana), (v. 35 - ?), épouse de Lucius (Dasumius Tuscus);
        - ? (Aelia), (v.40 - ?), épouse Annius Verus;
        - Publius Aelius Hadrianus Afer, (45/6 - 85/6), préteur en 85;
          - Aelia Domitia Paulina, (v.74 - ap.125), épouse de Lucius Julius Ursus Servianus;
          - Imp. Caesar Traianus Hadrianus Aug., (24/1/76 - 10/7/138), Auguste en 117;
            - Lucius Aelius Caesar, fils adoptif d'Hadrien;
            - Imp. Caesar Titus Aelius Hadrianus Antoninus Aug. Pius, fils adoptif d'Hadrien;

      - Aelius Hadrianus, (v.20 - ap. v. 80)[1];

### Au Ier siècle

#### Aelii Oculati
- Lucius Aelius Oculatus, (v.20 - ap.73), consul suffect en 73 ou en 74;
  - Aelia Oculatae, vestale exécuter pour inceste vers 83.

#### Autres
- Marcus Aelius Gracilis, questeur en 58;
- Aelius Theon, (v.10/20 - ?), sophiste alexandrien

### Au IIéme siècle

#### Aelii Peregrini
- Publius Aelius Rasparagnus, (v.100 - ap.117/36), roi des Roxolans;
  - Publius Aelius Peregrinus, (v.125 - ?)[b 1];
    - ? Publius (Aelius Peregrinus), (v.150 - ?);
      - Publius Aelius Peregrinus Rogatus, (v.170 - ap.209), procurateur d'Auguste en Mauritanie Caesarienne puis en Sardaigne[b 2],[b 3];

#### Aelii d'Alexandrie
- Mnesitheus, (v. 80 - ?);
  - Apollonius Dyscolus, (v. 105 - ap. 138/61);
    - ? Aelius Apollonius, (v. 130 - ap. 169), procurateur d'Auguste en Crète en 169;
    - Aelius Herodianus, (v. 135 - ap. 181), écrivain;

#### Autres
- Aelius Bassianus, proconsul d'Afrique sous Antonin le Pieux.
- Publius Aelius Eclectus, procurateur d'Auguste en Égypte en 142;
- Aelius Optatus, légat de la Legio V Macedonica sous Antonin le Pieux.
- Aelia Platonis, épouse de Tiberius Claudius Agrippinus.
- Caius Aelius Sextilianus Maximus, consul suffect en 157.
- Aelius Faustinus, epistrategus de Thèbes en 159.
- Titus Aelius Saturninus, procurateur en Belgica, affranchie d'Antonin le Pieux.
- Aelius Socraticus, procurateur d'Auguste en Egypte en 152/3.
- Aelia Caecilia Philippa, épouse de Cnaeus Serius Oppianicus Augurinus.
- Publius Aelius Crispinus, procurateur de Maurétanie tingitane de 169 à 177, puis de la province de Maurétanie césarienne de 177 à 180.
- Publius Aelius Severianus Maximus, consul suffect vers 194.
- Aelius Dionysius, (v.90 - ap.117/36), grammairien romain
- Publius Ælius Aristides Theodorus, (30/11/117 - v.180), rhéteur
- Aelius Promotus, ancien médecin d'Alexandrie probablement au IIe siècle
- Publius Aelius Gutta Calpurnianus, (v. 120 - ap. v. 160), aurige[b 4].

### Au IIIe siècle

#### Aelii Coerani
- (Publius?) Aelius Coeranus, (v.165 - ap.212/7), a libellis, consul suffect sous Caracalla;
  - Publius Aelius Coeranus, (v.190 - 240), légat de la legio VIII Augusta, consul suffect, Frères Arvales;

#### Aelii Hilariani
- Publius Aelius Hilarianus, (v. 165 - ap. v. 210), procurateur v. 203, consul suffect;
  - Publius Aelius Apollonianus, (v.185 - ?);
    - Publius Aelius Hilarianus, (v.205 - ?), chevalier romain;

#### Autres
- Publius Aelius Secundinus, (v.180 - 237), consul suffect, Frères Arvales;
- Aelius Marcianus, (v.180 - ap.217), juriste.
- Publius Aelius Alcandridas, (v. 200 - ap. 225), vainqueur des Jeux olympiques.
- Aelius Aemilianus, préfet de la flote de Misène en 247.

### Au IVe siècle
- Aelius Donatus, (v.315 - v.380), grammairien latin.
- Aelius Festus Aphthonius, (v. 300/20 - ?), grammairien latin.
- Ælius Spartianus, historien romain fictif, un des rédacteurs de l'Histoire Auguste

## Pour approfondir